# Bombus pomorum
Плодовый шмель (лат. Bombus pomorum) — вид шмелей.

## Описание
Длина 18—24 мм. Верх грудки в черных или темно-коричневых волосках, нередко, особенно у самцов, с примесью желтых, серых или рыжеватых волосков в передней части и на щитике. Первый тергит брюшка с примесью желтых волосков, 3—6-й тергиты покрыты оранжевыми (у самцов) или красными (у самок) волосками.

## Распространение
Степная и лесостепная зоны Европы от Франции до Кавказа и Южного Урала, Передняя Азия (к востоку до Ирана).

## Красная книга
Стал редким и охраняется во многих регионах, например, в Нижегородской области.